# 热尔迈讷 (上马恩省)
热尔迈讷（法語：Germaines，法語發音：[ʒɛʁmɛn]）是法国上马恩省的一个市镇，属于朗格勒区。

## 地理
热尔迈讷（47°47'55"N, 5°1'56"E）面积8.69 平方千米，位于法国大東部大區上马恩省，该省份为法国东北部内陆省份，北起马恩省和默兹省，西接奥布省，西南接科多尔省，东南接上索恩省，东临孚日省。
与热尔迈讷接壤的市镇（或旧市镇、城区）包括：阿尔博、欧布里沃、奥布河畔欧努瓦、奥布河畔拜、上科尔米耶。

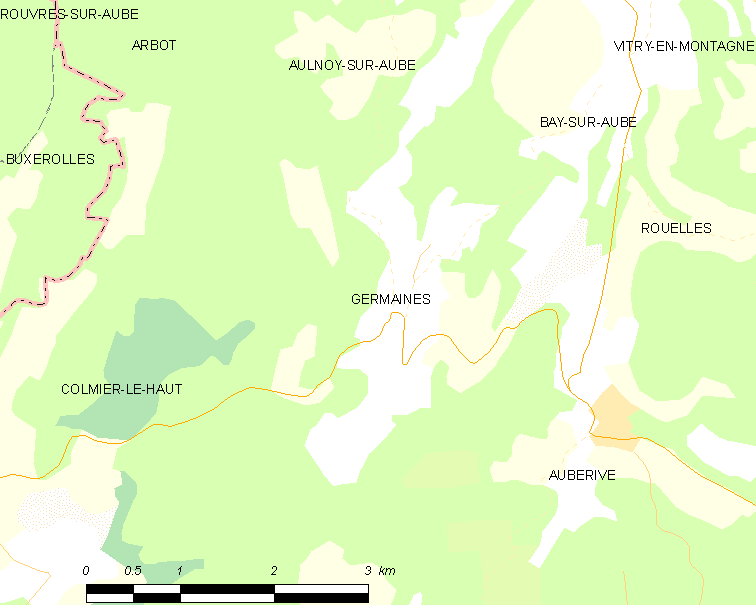
的OSM定位图

热尔迈讷的时区为UTC+01:00、UTC+02:00（夏令时）。

## 行政
热尔迈讷的邮政编码为52160，INSEE市镇编码为52216。

## 政治
热尔迈讷所属的省级选区为维勒居西安勒拉克县。

## 人口

1962-2008年间人口变化图示

热尔迈讷于2022年1月1日时的人口数量为50人。